# シェーンブルン・イム・シュタイガーヴァルト
シェーンブルン・イム・シュタイガーヴァルト (ドイツ語: Schönbrunn im Steigerwald、公式には Schönbrunn i.Steigerwald) は、ドイツ連邦共和国バイエルン州オーバーフランケン行政管区のバンベルク郡に属する町村（以下、本項では便宜上「町」と記述する）で、ブルクエーブラハ行政共同体を構成する。

## 地理

### 自治体の構成
この町は、公式には9つの地区 (Ort) からなる。このうち孤立農場などを除く集落を以下に列記する。
- フレンスホーフ
- グルプ
- ハルバースドルフ
- ニーデルンドルフ
- オーバーノイゼス
- シェーンブルン・イン・シュタイガーヴァルト
- シュタインスドルフ
- ツェトマンスドルフ

## 歴史
バンベルク司教バルトルト・フォン・ライニンゲンが1280年にシェーンブルンの城と村を獲得した。この地に設けられたアムトは、16世紀初めから18世紀中頃にかけてブルクエーブラハのアムトに次第に編入していった。バンベルク司教本部領の一部であるこの村は、1803年の帝国代表者会議主要決議によってバイエルン領となった。バイエルン王国の行政改革の時代、1818年の自治体令によって現在の自治体が成立した。

### 人口推移
この地域の人口は、1970年 1,793人、1987年 1,732人、2000年 1,887人であった。

## 行政
首長は、ディルク・フリーゼン (CSU) である。

## 引用
1. ↑  https://www.statistikdaten.bayern.de/genesis/online?operation=result&code=12411-003r&leerzeilen=false&language=de Genesis-Online-Datenbank des Bayerischen Landesamtes für Statistik Tabelle 12411-003r Fortschreibung des Bevölkerungsstandes: Gemeinden, Stichtag (Einwohnerzahlen auf Grundlage des Zensus 2011)
2. ↑  Bayerische Landesbibliothek Online